# Umaghlesi Liga 2009/2010
Umaghlesi Liga 2009/2010 var den 21:a säsongen av toppligan i fotboll i Georgien. Säsongen började den 1 augusti 2009 och avslutades den 20 maj 2010. Inför säsongen var WIT Georgia Tbilisi regerande mästare.

## Nyheter inför säsongen
Inför säsongen ändrades antalet klubbar som spelar i divisionen från 11 föregående säsong, till 10 nuvarande.
FC Borjomi blev nedflyttade till Pirveli Liga sedan de slutat på 11:e plats säsongen 2008/2009. Andra lag som inte medverkade i årets upplaga var Mglebi Zugdidi och Mescheti Achatsiche, som av okänd anledning dragit sig ur.
Detta innebar att de klubbar som egentligen skulle blivit nedflyttade, FC Gagra Tbilisi och FC Spartaki Tschinvali fortsatte i divisionen.

## Säsongssummering
Ligan vanns denna säsong av FC Olimpi Rustavi, som vann på 79 poäng, 5 poäng före tvåan FC Dinamo Tbilisi. Två klubbar flyttades ner till Pirveli Liga, FC Lokomotivi Tbilisi och FC Gagra Tbilisi. Skytteligan vanns av mästarna Olimpi Rustavis brasilianare Anderson Aquino som gjorde hela 26 mål.

## Lagöversikt
- FC Gagra Tbilisi och FC Spartaki Tsjinvali spelar sina hemmamatcher i Tbilisi på grund av inre konflikter i Georgien

| Klubb                 | Plats     | Hemmaarena                  | Publik- kapacitet |
| --------------------- | --------- | --------------------------- | ----------------- |
| Baja Zugdidi          | Zugdidi   | Gulia Tutberidzi-stadion    | 5000              |
| FC Dinamo Tbilisi     | Tbilisi   | Boris Pajtjadze-stadion     | 55 000            |
| FC Lokomotivi Tbilisi | Tbilisi   | Micheil Meschi-stadion      | 24 680            |
| FC Samtredia          | Samtredia | Erosi Mandzjgaladze-stadion | 15 000            |
| FC Sioni Bolnisi      | Bolnisi   | Tamaz Stepania-stadion      | 3000              |
| FC Olimpi Rustavi     | Rustavi   | Poladi-stadion              | 7300              |
| WIT Georgia Tbilisi   | Tbilisi   | Sjevardeni-stadion          | 4000              |
| FC Zestafoni          | Zestaponi | Centralstadion Zestaponi    | 10 000            |
| FC Spartaki Tsjinvali | Tbilisi   | Tbilisi/Gori                | 1535              |
| FC Gagra Tbilisi      | Tbilisi   | Ameristadion                | 1000              |

## Ligatabell
| Nr | Lag                   | S  | V  | O  | F  | GM | IM | MS  | P  |
| -- | --------------------- | -- | -- | -- | -- | -- | -- | --- | -- |
| 1  | FC Olimpi Rustavi*    | 36 | 25 | 7  | 4  | 69 | 26 | +43 | 79 |
| 2  | FC Dinamo Tbilisi     | 36 | 22 | 8  | 6  | 62 | 19 | +43 | 74 |
| 3  | FC Zestafoni          | 36 | 19 | 10 | 7  | 58 | 33 | +25 | 67 |
| 4  | WIT Georgia Tbilisi   | 36 | 17 | 13 | 6  | 48 | 31 | +17 | 64 |
| 5  | FC Spartaki Tsjinvali | 36 | 11 | 10 | 15 | 44 | 58 | −14 | 43 |
| 6  | FC Samtredia          | 36 | 10 | 7  | 19 | 43 | 68 | −25 | 37 |
| 7  | FC Sioni Bolnisi      | 36 | 8  | 14 | 14 | 27 | 43 | −16 | 38 |
| 8  | Baja Zugdidi          | 36 | 7  | 11 | 18 | 29 | 48 | −19 | 32 |
| 9  | FC Lokomotivi Tbilisi | 36 | 5  | 11 | 20 | 19 | 50 | −31 | 26 |
| 10 | FC Gagra Tbilisi      | 36 | 5  | 9  | 22 | 30 | 59 | −29 | 24 |

* Olimpi Rustavi fick ett avdrag på 3 poäng efter de incidenter som inträffat vid matchen mot FK Zestaponi.
Färgkoder:

     – Georgiska mästare och kvalificerade till andra kvalomgången till UEFA Champions League.

     – Kvalificerade till första kvalomgången till UEFA Europa League.

     – Nedflyttade till Pirveli Liga.

## Skytteliga
*  Uppdaterat den 20 maj 2010
| Spelare                | Mål | Varav straffar | Klubb               |
| ---------------------- | --- | -------------- | ------------------- |
| Anderson Aquino        | 26  | 10             | FC Olimpi Rustavi   |
| Nikoloz Gelasjvili     | 16  | 2              | FC Zestafoni        |
| Dzjaba Dvali           | 12  | 0              | FC Zestafoni        |
| Zaur Chatjiperadze     | 11  | 0              | FC Samtredia        |
| Georges Akieremy       | 11  | 0              | FC Dinamo Tbilisi   |
| Vachtang Kvaratschelia | 11  | 1              | WIT Georgia Tbilisi |
| Mate Vatsadze          | 10  | 0              | FC Dinamo Tbilisi   |
| Giorgi Gabedava        | 10  | 1              | FC Gagra Tbilisi    |
| Giorgij Chedija        | 8   | 0              | FC Olimpi Rustavi   |
| Guram Kasjia           | 8   | 2              | FC Dinamo Tbilisi   |